# Comarca Mérida
Die Comarca Mérida ist eine der zwölf Comarcas in der Provinz Badajoz.
Die im Norden der Provinz gelegene Comarca umfasst 24 Gemeinden auf einer Fläche von 2.049,61 km².

## Gemeinden
| Gemeinde             | Einwohner (2024) | Fläche km² | Dichte Einw./km² | Cod INE | Postleitzahl |
| -------------------- | ---------------- | ---------- | ---------------- | ------- | ------------ |
| Alange               | 1.808            | 160,29     | 11               | 06004   | 06840        |
| Aljucén              | 255              | 19,07      | 13               | 06009   | 06894        |
| Arroyo de San Serván | 4.061            | 50,12      | 81               | 06012   | 06850        |
| Calamonte            | 6.120            | 7,85       | 780              | 06025   | 06810        |
| Carmonita            | 520              | 38,89      | 13               | 06031   | 06488        |
| El Carrascalejo      | 77               | 12,77      | 6                | 06032   | 06894        |
| Cordobilla de Lácara | 827              | 36,93      | 22               | 06038   | 06487        |
| Don Álvaro           | 815              | 32,07      | 25               | 06043   | 06820        |
| Esparragalejo        | 1.494            | 16,78      | 89               | 06046   | 06860        |
| La Garrovilla        | 2.292            | 33,46      | 68               | 06058   | 06870        |
| Lobón                | 2.734            | 57,65      | 47               | 06072   | 06498        |
| Mérida               | 59.857           | 865,61     | 69               | 06083   | 06800        |
| Mirandilla           | 1.246            | 41,59      | 30               | 06084   | 06891        |
| Montijo              | 15.232           | 119,68     | 127              | 06088   | 06480        |
| La Nava de Santiago  | 914              | 45,03      | 20               | 06090   | 06486        |
| Oliva de Mérida      | 1.679            | 254,51     | 7                | 06094   | 06475        |
| Puebla de la Calzada | 5.859            | 14,25      | 411              | 06103   | 06490        |
| San Pedro de Mérida  | 861              | 22,73      | 38               | 06119   | 06893        |
| Torremayor           | 1.004            | 21,00      | 48               | 06132   | 06880        |
| Torremejía           | 2.222            | 23,40      | 95               | 06133   | 06210        |
| Trujillanos          | 1.382            | 20,27      | 68               | 06135   | 06892        |
| Valverde de Mérida   | 1.010            | 51,65      | 20               | 06145   | 06890        |
| Villagonzalo         | 1.223            | 40,82      | 30               | 06151   | 06473        |
| La Zarza             | 3.345            | 63,19      | 53               | 06162   | 06830        |
| Comarca Mérida       | 116.837          | 2.049,61   | 57               | –       | –            |

## Nachweise
1. ↑  Instituto Nacional de Estadística Municipal Register of Spain
2. ↑  FUENTE: Ministerio de Agricultura, Pesca y Alimentación